# Trnjava
Trnjava – wieś w Słowenii, w gminie Lukovica. W 2018 roku liczyła 259 mieszkańców.